# Pucuk Lembang
Pucuk Lembang is een bestuurslaag in het regentschap Aceh Selatan van de provincie Atjeh, Indonesië. Pucuk Lembang telt 848 inwoners (volkstelling 2010).